# Фільми онлайн
Фі́льми онла́йн (Internet Video on Demand, iVoD) — перегляд кінофільмів онлайн через інтернет, за допомогою браузера. Цей спосіб, дозволяє дивитись відео, без потреби в електронних носіях (CD чи DVD), або скачуванні файлу. Термін iVoD (Internet Video on Demand) означає «інтернет-відео по запиту». Це деякий гібрид телебачення та інтернету — інтернет-«телевізор» минулого, сьогодення і майбутнього.
Перші сайти з iVoD, почали з'являтися в 2000-х роках. Тоді компанія Macromedia почала експериментувати з відео у популярному програвачі Macromedia Flash Player.
Найпершим, і досі найпопулярнішим сайтом iVoD з технологією Flash став американський сервіс YouTube.

## Вимоги для перегляду відео онлайн
- Висока швидкість інтернету (від 256 кбіт/с);
- Сучасний браузер, наприклад Firefox;
- Flash Player.

## Фільми онлайн в Україні
В Україні, як і на території всього СНД, фільми онлайн стали популярними набагато пізніше ніж у світі. Пов'язано це із повільним зростанням швидкості інтернету в більшості населення. Успіх цього способу перегляду фільмів настав в 2007–2008 роках та досі зростає.
Перші україномовні сайти з фільмами онлайн, почали з'являтись в 2008-у році та відразу стали дуже популярними.